# Usme
Usme est le 5e district de Bogota, la capitale de la Colombie. Sa superficie est de 215,56 km2 pour une population de 267 423 habitants.